# Petit-suisse

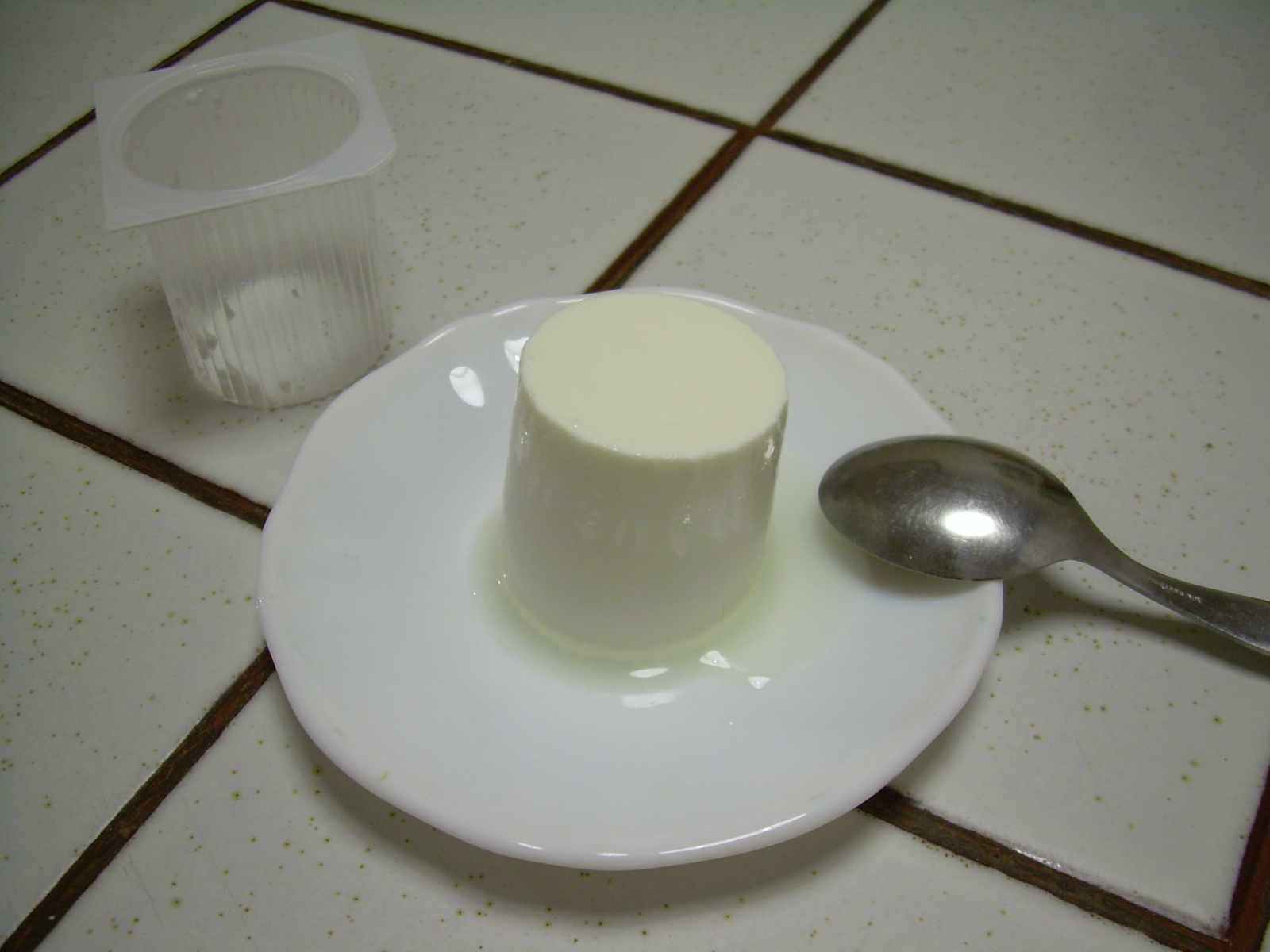
Petit-suisse

Der Petit-suisse [pəˈti ˈsɥis] (frz.: kleiner Schweizer; in gewissen Regionen der Schweiz auch Gervais nach dem gleichnamigen französischen Käsehersteller) ist ein französischer Frischkäse, der aus pasteurisierter Kuhmilch hergestellt wird, die mit etwas Rahm angereichert ist. Er wurde erstmals um 1850 in der Normandie hergestellt und vom französischen Käsehersteller Gervais bekannt gemacht. Heute wird er nicht nur in Frankreich, sondern auch in anderen Ländern von verschiedenen Molkereien produziert.
Petit-suisse wurde früher mit einem Fettgehalt von 60 Prozent in kleinen, mit einem Streifen Papier umfassten Zylindern zu 60 Gramm angeboten, heute wird er meist mit einem niedrigeren Fettgehalt und in etwa 30 Gramm schweren zylinderförmigen Törtchen im Sechserpack in den Verkauf gebracht. 
Petit-suisse hat einen für Frischkäse typischen süß-säuerlichen Geschmack. Er wird auch in süßen Varianten mit Fruchtgeschmack angeboten. Als Bezeichnungen für Fruchtsorten wird manchmal auch ein Produktname genutzt, der den Herstellernamen in die Produktbezeichnung hineinnimmt (nach dem Muster Petit … oder in Form eines Diminutivs).
Trotz des schweizbezogenen Namens ist die Bezeichnung suisse (französisch für „schweizer/schweizerisch“) im Produktnamen nach dem Vertrag zwischen der Schweizerischen Eidgenossenschaft und der Französischen Republik über Anerkennung gegenseitiger Herkunftsbezeichnungen für ein nicht in der Schweiz produziertes Produkt ausdrücklich zugelassen und separat erwähnt.